# بيل ستيوارت
بيل ستيوارت (بالإنجليزية: Bill Stewart)‏ هو ممثل بريطاني، ولد في 7 ديسمبر 1942 بليفربول في المملكة المتحدة، وتوفي في 29 أغسطس 2006 بلندن في المملكة المتحدة.

## وصلات خارجية
- بيل ستيوارت على موقع IMDb (الإنجليزية)
- بيل ستيوارت على موقع قاعدة بيانات الفيلم (الإنجليزية)